# Savickis
Savickis ist ein litauischer männlicher Familienname.

## Herkunft
Der Familienname ist eine Form des slawischen Familiennamens Sawitzki/Sawicki.

## Weibliche Formen
- Savickytė (ledig)
- Savickienė (verheiratet)

## Namensträger
- Algirdas Savickis (1917–1943), litauischer Maler
- Augustinas Savickis (1919–2012), litauischer Maler, Kunstkritiker, Hochschullehrer und Autor
- Jurgis Savickis (1890–1952), litauischer Diplomat, Theaterdirektor, Autor
- Saulius Savickis (* 1972), Agrarpolitiker, Vizeminister